# Urząd Dänischenhagen
Urząd Dänischenhagen (niem. Amt Dänischenhagen) – urząd w Niemczech w kraju związkowym Szlezwik-Holsztyn, w powiecie Rendsburg-Eckernförde. Siedziba urzędu znajduje się w miejscowości Dänischenhagen.
W skład urzędu wchodzą cztery gminy:
1. Dänischenhagen
2. Noer
3. Schwedeneck
4. Strande